# Omgevingsrecht
Omgevingsrecht is een verzamelnaam voor alle wet- en regelgeving betreffende de fysieke leefomgeving, de omgeving dus waarin gewoond, gewerkt en gerecreëerd wordt. Het betreft de wet- en regelgeving op het gebied van ruimtelijke ordening (het ruimtelijke ordeningsrecht), bouwen (het bouwrecht, inclusief mijnbouwrecht), milieuhygiëne/milieubeheer (het milieurecht), waterbeheer (het waterrecht), natuurbescherming (het natuurbeschermingsrecht) en algemeen bestuur.
Het omgevingsrecht heeft zich gefragmenteerd ontwikkeld en mag complex genoemd worden. Het is geen samenhangend stelsel gezien de verscheidenheid aan afzonderlijke wetten op het gebied van bodem, water, lucht, gebouwen, et cetera. Deze verscheidenheid weerspiegelt de vele sectorale en facetbelangen die de overheid dient af te wegen.
Een praktisch voorbeeld van hoe het omgevingsrecht de andere rechtsgebieden omvat is de omgevingsvergunning. In Nederland werd op 1 oktober 2010 de omgevingsvergunning ingevoerd met de inwerkingtreding van de Wet algemene bepalingen omgevingsrecht (Wabo), die de verschillende vergunningen verving voor wonen, ruimte en milieu, zoals de bouwvergunning, milieuvergunning, sloopvergunning en kapvergunning. De omgevingsvergunning moest ervoor zorgen dat iemand die een project wil uitvoeren dat project niet langer hoeft te splitsen in verschillende activiteiten waarvoor verschillende vergunningen moeten worden aangevraagd bij verschillende bestuursorganen.